# Дег-е-Мор-Сара
Дег-е-Мор-Сара (перс. ده مردسرا) — село в Ірані, у дегестані Джірганде-Лашт-е-Неша, у бахші Лашт-е-Неша, шагрестані Решт остану Ґілян. За даними перепису 2006 року, його населення становило 126 осіб, що проживали у складі 34 сімей.

## Клімат
Середня річна температура становить 14,51 °C, середня максимальна – 28,51 °C, а середня мінімальна – -0,34 °C. Середня річна кількість опадів – 1196 мм.
| Клімат поселення                              | Клімат поселення | Клімат поселення | Клімат поселення | Клімат поселення | Клімат поселення | Клімат поселення | Клімат поселення | Клімат поселення | Клімат поселення | Клімат поселення | Клімат поселення | Клімат поселення | Клімат поселення |
| Показник                                      | Січ.             | Лют.             | Бер.             | Квіт.            | Трав.            | Черв.            | Лип.             | Серп.            | Вер.             | Жовт.            | Лист.            | Груд.            |                  |
| Середній максимум, °C                         | 8,59             | 9,12             | 11,79            | 17,82            | 21,82            | 25,54            | 28,51            | 28,24            | 25,04            | 21,06            | 16,46            | 12,20            |                  |
| Середня температура, °C                       | 4,12             | 4,66             | 7,30             | 13,35            | 17,34            | 21,07            | 24,30            | 24,03            | 20,81            | 16,85            | 12,24            | 7,99             |                  |
| Середній мінімум, °C                          | −0,34            | 0,19             | 2,85             | 8,89             | 12,89            | 16,62            | 20,08            | 19,80            | 16,60            | 12,60            | 8,02             | 3,78             |                  |
| Норма опадів, мм                              | 117              | 96               | 88               | 47               | 47               | 32               | 32               | 63               | 138              | 212              | 180              | 144              |                  |
| Середньомісячна швидкість вітру, м/с          | 2.40             | 2.50             | 2.40             | 2.40             | 2.40             | 2.62             | 2.60             | 2.30             | 2.10             | 2.11             | 2.00             | 2.10             |                  |
| Середньомісячна сонячна радіація, кДж/м²·день | 6897             | 8984             | 10915            | 15475            | 19704            | 21822            | 22516            | 18900            | 15384            | 10752            | 8551             | 6577             |                  |
| --------------------------------------------- | ---------------- | ---------------- | ---------------- | ---------------- | ---------------- | ---------------- | ---------------- | ---------------- | ---------------- | ---------------- | ---------------- | ---------------- | ---------------- |
| Джерело:                                      |                  |                  |                  |                  |                  |                  |                  |                  |                  |                  |                  |                  |                  |